# Église d'Abd el Gadir
L'église d'Abd el Gadir était un petit édifice situé au niveau de la seconde cataracte du Nil, sur sa rive occidentale à 1, 5 km du rocher d'Abusir et 6 km de la forteresse de Bouhen (Soudan). L'église a été submergée lors de la mise en eau du lac Nasser. Elle est connue pour la richesse de son programme iconographique datant du XIIIe siècle. Ses peintures murales très abimées ont été prélevées et préservées au Musée national de Khartoum grâce à une équipe d'archéologues yougoslaves.

## Fouilles et études archéologiques
L'église a été remarquée par Monneret de Villard (1881-1954), étudiée par Somers Clarke (1841-1926) puis par F Ll Griffith (1862-1934) qui en dressa le premier plan. Son étude fut ensuite reprise et détaillée par Friedrich Wilhelm von Bissing (1873-1956). Les peintures murales ont servi d'exemples dans de nombreuses études iconographiques relatives à l'art chrétien de Nubie médiévale.

## Architecture
Le bâtiment est construit en briques d'adobe, il est orienté N-S, l'église située au milieu est orientée Ouest-Est. Les dimensions de l'édifice entier sont de 9 x 5,50 m, l'église elle-même, ne mesurant que 5 x 5,50 m. Les deux salles situées de part et d'autre de l'église (au nord et au sud) semblent avoir été rajoutées plus tardivement,
L'église est composée d'une nef (naos), de deux bas côtés et d'un haikal transversal. Nef et bas-côtés sont séparés par des piliers supportant des arcatures. Compte tenu de l'épaisseur des piliers, la largeur des nef et des bas-côtés n'est que de 0,80 à 1 m. Nef, bas-côtés  et salles annexes (N et S) sont chacune couvertes de voûtes en berceau à une hauteur moyenne de 2,50 m, seul le haikal est surmonté d'une coupole.

Contrairement à d'autres églises nubiennes où l'autel est au centre du haikal, il est ici accolé au mur oriental de l'église, probablement en raison de l’exiguïté des lieux.

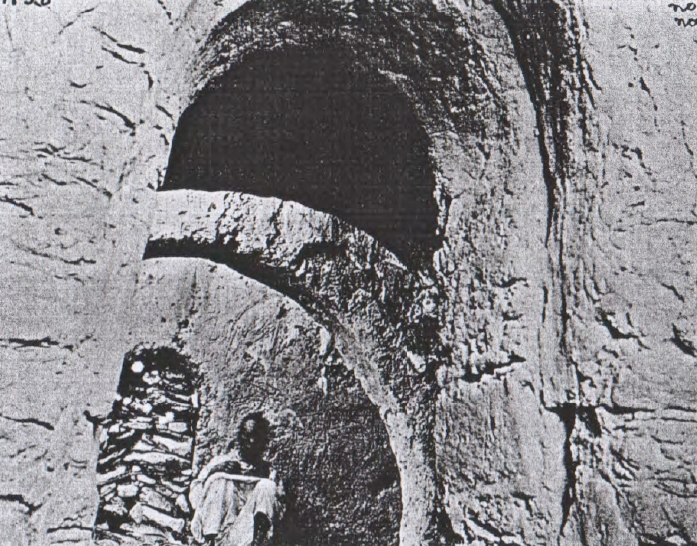
Intérieur de l'église (Griffith-1928)
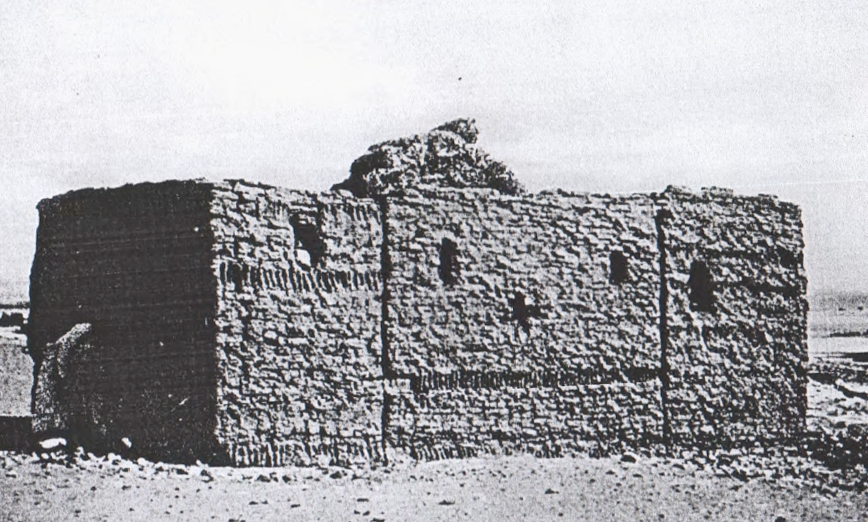
Extérieur de l'église (Griffith-1928)
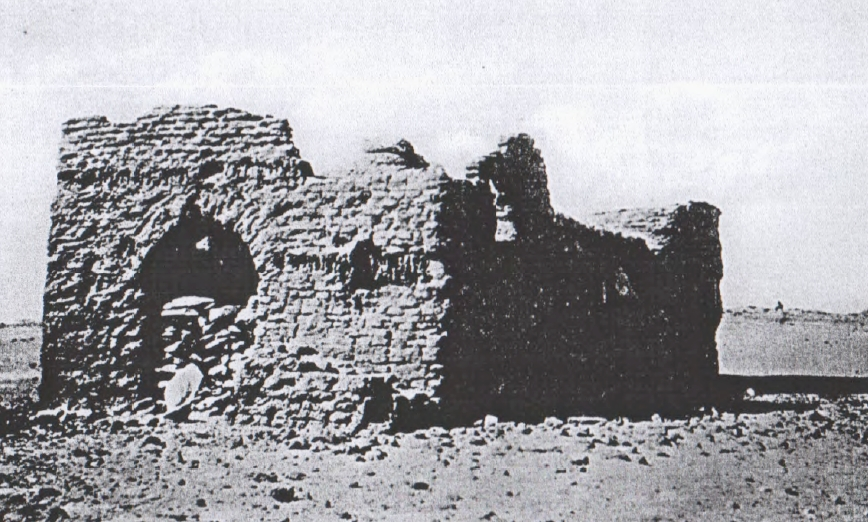
Extérieur de l'église (Griffith-1928)

## Programme iconographique
L'église est décrite par les différentes équipes d'archéologues l'ayant étudiée comme celle disposant du programme iconographique le plus complet (de nombreux sites archéologiques tels Faras ou Dongola n'avaient pas encore été fouillés à cette époque). Ses murs sont couverts de peintures malheureusement souvent altérées par le temps et défigurées (au sens exact du terme) par les populations musulmanes de cette région.

### Haikal(sanctuaire)
La seule peinture reconnaissable dans cet espace est la représentation du Christ entouré des douze apôtres (six de chaque côté sur deux rangs). 

### Nef (Naos)

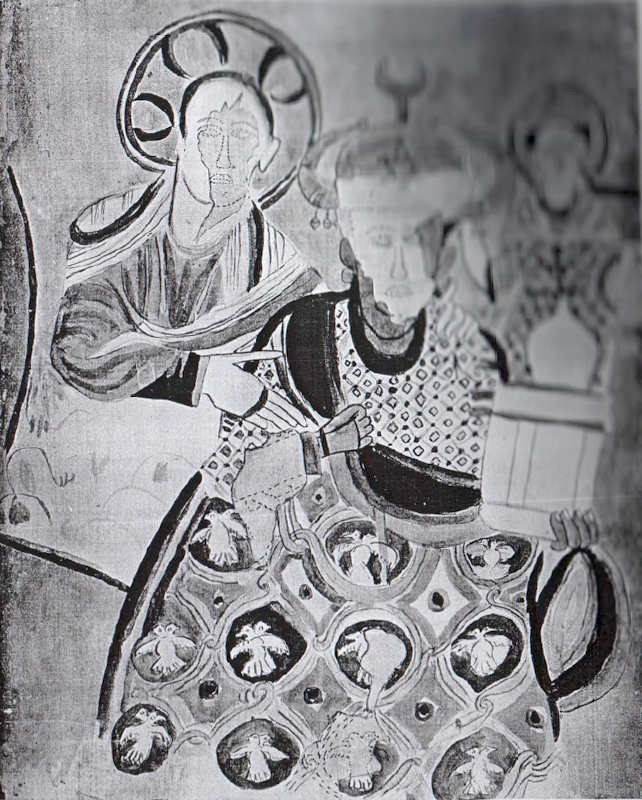
L'éparque de Nobatie

Sur le mur nord la Trinité est représentée sous l'apparence d'un seul corps, siégeant sur un trône, surmonté de trois têtes, chacune entourée d'un nimbe à croix verte,.
L'archange Saint Michel et un roi tenant l'église dans sa main occupent une partie du mur sud.
Le roi porte une couronne d'or marquée du sceau de Salomon, elle est surmontée d'un croissant. Le personnage est très richement vêtu, sa tunique est ornée d'aigles à deux têtes. Il tient un sceptre dans sa main droite et une maquette de l'église dans sa main gauche. Le Christ, d'une taille plus imposante est placé derrière lui et semble le protéger. Cette représentation rappelle celle présente dans les chapelles de l'église de Banganarti et étudiée par Magdalena Łaptaś. Un deuxième personnage apparaît à sa gauche, également nimbé, il s'agit probablement d'un saint, il lève le bras droit comme pour demander la parole et son bras gauche porte un bouclier. Une inscription attenante semble désigner le personnage central comme l'Eparque de Nobatie,.
Au fond de la nef se dresse un grand Christ bénissant.

### Bas côté nord

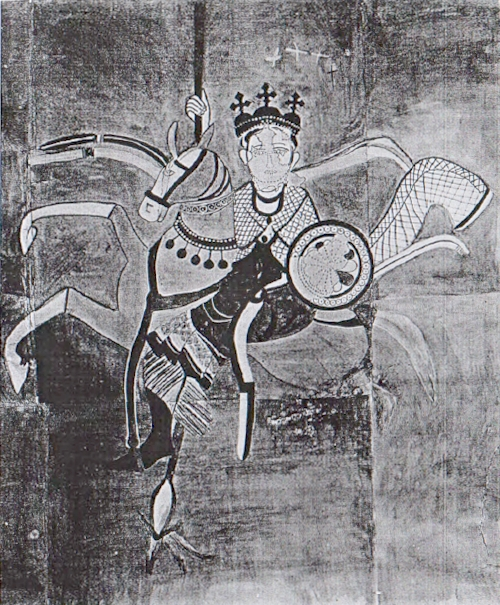
Le roi Georges

Au mur nord se succèdent un cavalier, un personnage nimbé, le Christ et une scène associant la nativité, l'adoration des bergers et l'adoration des mages.
Ainsi que l'indique une inscription, le cavalier est le roi Georges de Makurie, il porte une couronne gemmée ornée de trois croix, une lance et un bouclier. Sa lance transperce une créature située sous les sabots du cheval.

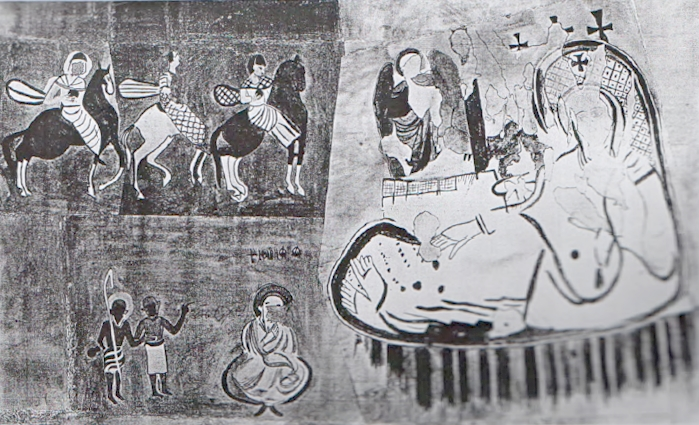
Adorations et nativité

La scène de la nativité est la plus intéressante. En haut à gauche arrivent les trois rois mages portant chacun un présent à offrir. Plus bas deux bergers, l'un d'eux indiquant la direction de la crèche. Joseph est assis à leur droite, son nom est inscrit au dessus de lui. Plus à droite apparaît la scène de la nativité, on ne distingue plus l'enfant Jésus, probablement effacé. La vierge repose sur un matelas de paille. Son bras gauche devait tenir l'enfant. Au dessus d'elle, on devine une mangeoire et les traces d'un bœuf et d'un âne. Un ange apparait sur sa gauche. Cette même scène est présente dans une église de Faras,.

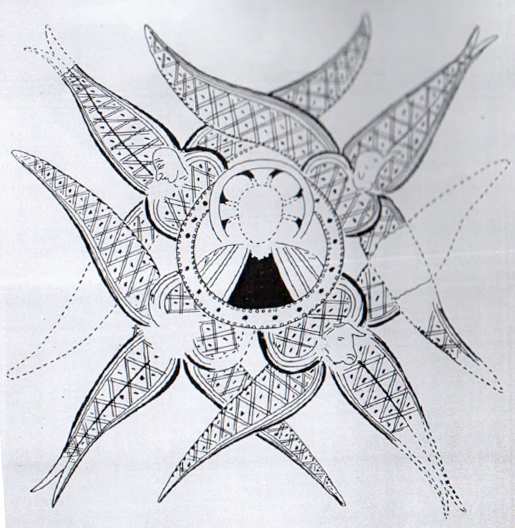
Le tétramorphe

Sur le mur sud les peintures représentent l'Archange Saint-Michel qui apparaît deux fois, le Christ entouré des quatre évangélistes, un personnage religieux et l'Archange Raphaël.
La représentation du tétramorphe est singulière, la figure du Christ est inscrite dans un médaillon, son nimbe est cruciforme, autour de lui se placent les représentations des quatre évangélistes : le boeuf (Saint-Luc), l'aigle (Saint Jean), le lion (Saint Marc), l'homme (Saint-Matthieu). L'ensemble de la composition semble entouré d'ailes d'oiseau. Cette symbolique reprend la vision d'Ezechiel (Ez 1, 1-14) que l'on retrouve dans d'autres représentations médiévales : 
Un peu plus loin sur le mur un personnage religieux est entouré de deux archanges : Michel et Raphaël. Une inscription en grec indique que le personnage central est le diacre de l'église qui serait donc protégé par les deux archanges,. Adam Łajtar and Dobrochna Zielińska y voient plutôt une représentation de l'Apocalypse, Raphaël conduisant un nubien vers le jugement dernier.
Le fond du bas côté nord est entièrement occupé par un Christ les deux bras levés vers le ciel,.

### Bas côté sud
Sur le mur nord se succèdent la scène entre le Christ et Saint Thomas incrédule (une inscription l'indique), un saint sur un cheval noir et un personnage non reconnaissable vêtu de blanc,.
Un ange bénissant est représenté sur le mur séparant ce bas-côté de l'Haikal.
Au mur sud, un saint debout (probablement un religieux), une croix, un saint en prière, un cavalier transperçant un personnage à terre, un saint cavalier.
Le cavalier attaquant un personnage à terre est Saint Mercurius (une inscription le précise). Ce saint est souvent représenté dans les églises nubiennes et coptes. Son hagiographie précise qu'il aurait tué l'empereur Julien (Julien l'apostat) durant une bataille contre l'armée sassanide.

Au fond du bas-côté, les enfants dans la fournaise. Les trois enfants ont les bras levés en signe de prière. Derrière eux un ange tient un sceptre orné d'une croix et ce qui semble être un orbe crucigère,.

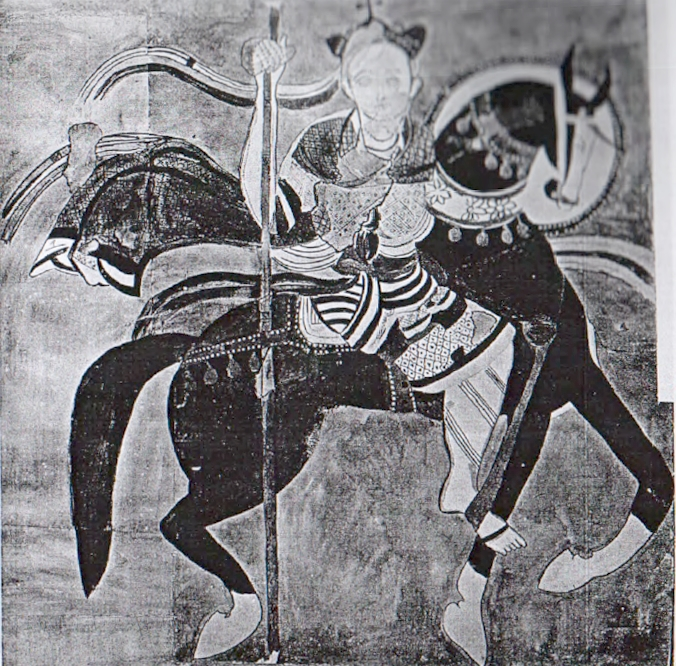
Saint Mercurius
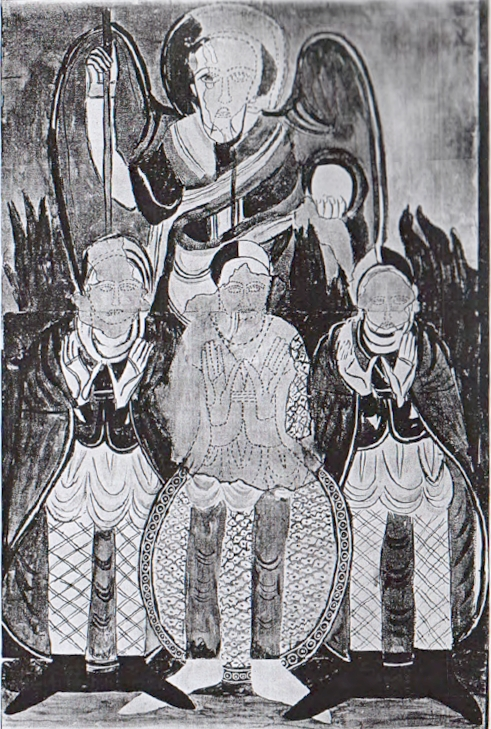
Les enfants dans la fournaise